# Burak Deniz
Burak Deniz (Istanbul, 17 febbraio 1991) è un attore e modello turco, noto per le sue interpretazioni nelle serie televisive  Maraşlı, Aşk Laftan Anlamaz e Bizim Hikaye.

## Biografia
Nativo di Istanbul, studia storia dell'arte presso l'Università Çanakkale Onsekiz Mart. 
Debutta nel mondo della televisione nel 2011 prendendo parte alla serie Kolej Günlüğü. Tra il 2013 e il 2015 si segnala quindi per il suo ruolo di Aras nella celebre Medcezir, remake della fiction adolescenziale statunitense The O.C..  Successivamente recita nella serie Aşk Laftan Anlamaz a fianco di Hande Erçel, prima di interpretare Barış in Bizim Hikaye, dove è invece protagonista con Hazal Kaya. 
Compie il proprio esordio cinematografico nel 2018 in Arada di Mu Tunc, film che lo vede affiancato da Büşra Develi e Ceren Moray. 
Attualmente interpreta il ruolo dell'ex-militare Celal Kün nella serie TV Maraşlı.

## Filmografia

### Cinema
- Arada, regia di Onur Ünlü (2017)

### Televisione
- Kolej Günlüğü – serie TV (2011)
- Sultan – serie TV (2012)
- Kaçak – serie TV (2013-2015)
- Medcezir – serie TV (2013-2015)
- Tatli Küçük Yalancilar – serie TV (2015)
- Gecenin Kraliçesi – serie TV (2016)
- Aşk Laftan Anlamaz – serie TV (2016-2017)
- Bizim Hikaye – serie TV (2017-2019)
- Interrupted - L'amore incompiuto – serie TV (2020)
- Maraşlı – serie TV (2021)
- Le fate ignoranti - serie TV (2022)
- Shahmaran – serie TV (2023)
- Bambaşkabiri -serie TV (2023)
- Bir gece masalı -serie TV (2024- in corso)